# Андреев, Фёдор Константинович
Фео́дор Константи́нович Андре́ев (1 апреля 1887, Петербург — 23 мая 1929, Ленинград) — священнослужитель Православной Российской Церкви; протоиерей, богослов. Один из главных идеологов иосифлянского движения в Ленинграде в конце 1920-х, автор основных программных текстов иосифлян.

## Биография
Окончил 3-е реальное училище в Петербурге, учился в Институте гражданских инженеров (1905—1908). Окончил Московскую духовную семинарию (1909; экстерном), Московскую духовную академию со степенью кандидата богословия (1913 — первым по списку; тема кандидатской работы: «Юрий Фёдорович Самарин как богослов и философ»). Эта работа была признана современниками серьёзным трудом по истории славянофильства. В своём отзыве о ней профессор С. С. Глаголев отмечал, что «Андреев вовсе не выступает апологетом славянофилов, но тем убедительнее является вывод, подсказываемый его сочинением, что славянофилы были наиболее образованным и наиболее благородным элементом русского общества».
Был вначале учеником, а потом и близким другом известного богослова священника П. А. Флоренского, оказавшего на него огромное влияние. В 1920-е годы, по некоторым данным, разошёлся с ним во взглядах и сблизился с другим видным православным мыслителем, М. А. Новосёловым.
С 1913 (фактически с 1914) года — исправляющий должность доцента кафедры систематической философии и логики Московской духовной академии. Подготовил магистерскую диссертацию на тему «Из истории религиозных и философских исканий славянофилов. Юрий Фёдорович Самарин и его друзья», которая была представлена к защите, не состоявшейся из-за революционных событий. Текст диссертации изъят при аресте вдовы Ф. К. Андреева в 1930 году и погиб.
После выселения Московской духовной академии из Троице-Сергиевой лавры и вынужденного перенесения её деятельности в Москву в 1919 году, вернулся в Петроград. Преподавал словесность в Михайловском училище, литургику, догматику и Ветхий Завет — в Богословско-Пастырском училище, открытом в 1918 году; помощник заведующего училищем И. П. Щербова.
В 1920—1923 годы — профессор Петроградского Богословского института по кафедре христианской апологетики (ректором института был протоиерей Николай Чуков). Читал публичные лекции, проводил беседы и проповедовал в различных церквях Петрограда, пользовался популярностью среди интеллигенции. Был хорошим пианистом и художником.
Епископом Петергофский Николай (Ярушевич), возглавлявшим в то время «Петроградскую автокефалию», рукоположил его 17 декабря 1922 года в сан диакона, 19 декабря — в сан священника. Служил в Казанском соборе, который покинул летом 1923 года, после захвата собора обновленцами.
С осени 1923 года — младший священник Сергиевского собора. Вёл у себя дома кружок по изучению Библии и философии литургии. На основе этих занятий он создал большой труд «Литургика», оставшийся в рукописи. В апреле 1926 года возведён в сан протоиерея.
14 июля 1927 года был арестован ОГПУ по обвинению в контрреволюционной агитации, 31 августа того же года освобождён под подписку о невыезде.
Был противником «Декларации» Заместителя Патриаршего местоблюстителя митрополита Сергия (Страгородского) о полной лояльности советской власти. Стал одним из лидеров и идеологом «иосифлянского» движения в Ленинграде. С декабря 1927 служил в храме Воскресения Христова-на-Крови (Спас на Крови) — кафедральном соборе «иосифлянской» Ленинградской епархии. Много проповедовал. Был автором послания митрополиту Сергию, которое было передано ему представителями ленинградского духовенства и мирян. Не смог войти в состав делегации из-за болезни. После отказа митрополита Сергия отказаться от своей Декларации Ф. К. Андреев составил текст и формулу «отложения» от него представителей «иосифлянского» движения.
Осенью 1928 года был арестован. Отказался от предложения следователя перейти на сторону митрополита Сергия, заявив «не надо нам ваших советских прав, оставьте нам наше святое бесправие». В декабре 1928 был освобождён из-за тяжёлой болезни — туберкулёза горла и экссудативного плеврита, однако продолжал служить в храме Спаса-на-Крови. В следующем году скончался. Похоронен на братском участке Никольского кладбища Александро-Невской лавры. Его похороны стали демонстрацией уважения умершему священнику: траурное шествие от храма Воскресения Христова (Спаса-на-Крови) к Александро-Невской лавре растянулось на несколько кварталов.
Имя протоиерея Феодора Андреева было внесено в черновой поимённый список новомучеников и исповедников российских при подготовке канонизации, совершённой РПЦЗ в 1981 году. Однако список новомучеников был издан только в конце 1990-х годов.

## Семья
Отец — Константин Иванович Андреев, новоладожский 2-й гильдии купец (умер в 1916). Мать — Татьяна Александровна, происходила из простой семьи. Брат — Иван (умер в 1918), сестра — Вера.
Жена — Наталья Николаевна, урождённая Фроловская, происходила из дворянской семьи, дочь преподавателя Михайловской артиллерийской академии и правнучка архитектора К. А. Тона. В 1930 году была арестована, приговорена к пяти годам лагерей, заменённым тремя годами ссылки, которые отбывала в Казахстане. В 1933 году вернулась в Ленинград, но уже в 1935 была выслана, вернулась лишь в 1954 году. Умерла в 1970 году.
Дочери — Анна и Мария, родились в 1923.

## Труды
- Слово на день поминовения почивших наставников Московской Духовной Академии // Богословский вестник. — 1912. — № 11. — С. 449—458.
- Тело будущее // Богословский вестник. — 1914. — № 7—8. — С. 453—466.
- Камень, отвергнутый строителями: Сто лет борьбы за онтологизм // Богословский вестник. — 1914. — № 10/11. — С. 233—244.
- Соч. К. С. Аксакова, изд-во «Огни», 1915. Т. 1: Рец. // Богословский вестник. — 1915. — № 5. — С. 191—212
- Московская духовная академия и славянофилы // Богословский вестник. — 1915. — № 10—12. — С. 563—644.
- Письмо Ф. К. Андреева к М. А. Новоселову // Ф. Д. Самарину от друзей: Сборник — Сергиев Посад, 1917. — С. 20-31.
- Памяти Владимира Соловьева // Возрождение. 1918. — № 8. — С. 12, 14.
- Преображение Господне // Возрождение. 1918. — № 9. — С. 3—4.